# Jun Mizuno
Jun Mizuno (født 7. august 1974) er en tidligere japansk fodboldspiller.
Han har spillet for flere forskellige klubber i sin karriere, herunder JEF United Ichihara og Mito HollyHock.